# Persjamajski rajon, Vitsebsk
Persjamajski rajon (belarusiska: Першамайскі раён) är en rajon i staden Vitsebsk. Den tillhör Vitsebsks voblast, i den nordöstra delen av Belarus, 220 km nordost om huvudstaden Minsk.
Runt Persjamajski rajon är det i huvudsak tätbebyggt. Runt Persjamajski rajon är det ganska tätbefolkat, med 139 invånare per kvadratkilometer.